# Giải vô địch bóng đá các câu lạc bộ ASEAN 2022
Giải vô địch bóng đá các câu lạc bộ ASEAN 2022 (tiếng Anh: ASEAN Club Championship 2022) hoặc ACC 2022 là giải đấu được lên kế hoạch sẽ là lần thứ ba của Giải vô địch bóng đá các câu lạc bộ ASEAN, giải đấu bóng đá quốc tế dành cho câc câu lạc bộ vô địch quốc gia thuộc các hiệp hội thành viên của Liên đoàn bóng đá ASEAN. Đây là giải đầu tiên được tổ chức kể từ năm 2005.
12 câu lạc bộ của các quốc gia được góp mặt ở vòng đấu chính. Tiền thưởng chung cuộc cho đội vô địch là khoảng 500.000 đô la Mỹ.
Giải đấu ban đầu dự kiến được diễn ra vào năm 2020 nhưng bị hoãn do đại dịch COVID-19. Giải đấu sau đó bị hoãn lần nữa sang năm 2022 do việc sắp xếp lại lịch thi đấu của các giải đấu vào năm 2021; Vòng loại FIFA World Cup 2022 khu vực châu Á, Vòng loại Cúp bóng đá châu Á 2023, các giải đấu AFC và Giải vô địch bóng đá Đông Nam Á 2020. Cuối cùng, mùa giải này đã chính thức bị hủy bỏ do tình hình dịch bệnh.

## Phân bổ suất tham dự
Các câu lạc bộ từ 11 liên đoàn bóng đá sau đây sẽ góp mặt trong giải đấu: 
| Liên đoàn   | Tham dự vòng bảng | Tham dự vòng play-off |
| ----------- | ----------------- | --------------------- |
| Brunei      | -                 | 1                     |
| Campuchia   | -                 | 1                     |
| Indonesia   | 2                 | -                     |
| Lào         | -                 | 1                     |
| Malaysia    | 2                 | -                     |
| Myanmar     | 1                 | -                     |
| Philippines | -                 | 1                     |
| Singapore   | 1                 | -                     |
| Thái Lan    | 2                 | -                     |
| Timor Leste | -                 | 1                     |
| Việt Nam    | 2                 | -                     |

10 đội sẽ được vào thẳng vòng bảng, trong khi 5 đội khác sẽ tham dự vòng play-off để tranh hai suất cuối cùng dự vòng bảng.

## Các đội
15 đội sau đây từ 11 liên đoàn được dự kiến tham gia vào giải đấu: 
| Đội                   | Tư cách tham dự                            | Số lần tham dự (Lần gần nhất) |
| --------------------- | ------------------------------------------ | ----------------------------- |
| Chiangrai United      | Vô địch Thai League 1 2019                 | 1st                           |
| Prachuap              | Vô địch Thai League Cup 2019               | 1st                           |
| Hà Nội                | Vô địch V.League 1 2019                    | 1st                           |
| Thành phố Hồ Chí Minh | Á quân V.League 1 2019                     | 1st                           |
| Bali United           | Vô địch Liga 1 2019                        | 1st                           |
| Persebaya Surabaya    | Á quân Liga 1 2019                         | 1st                           |
| Tampines Rovers       | Á quân Singapore Premier League 2019       | 2nd (2005)                    |
| Shan United           | Vô địch Giải vô địch quốc gia Myanmar 2019 | 1st                           |

| Đội          | Tư cách tham dự                          | Số lần tham dự (Lần gần nhất) |
| ------------ | ---------------------------------------- | ----------------------------- |
| United City  | Vô địch Philippines Football League 2019 | 1st                           |
| Svay Rieng   | Vô địch C-League 2019                    | 1st                           |
| Chanthabouly | Vô địch Ngoại hạng Lào 2019              | 1st                           |
| Indera       | Hạng tư Brunei Super League 2018-19      | 1st                           |

### Cầu thủ nước ngoài
Mỗi câu lạc bộ được đăng ký tối đa bốn cầu thủ nước ngoài theo quy tắc '3+1' của Liên đoàn bóng đá châu Á (AFC), trong đó có một cầu thủ có quốc tịch thuộc bất kỳ quốc gia thành viên của AFC. Suất cầu thủ đến từ các quốc gia thành viên của AFF không ảnh hưởng đến suất của cầu thủ nước ngoài.